# Abies kawakamii
L'abete di Taiwan (Abies kawakamii (Hayata) T.Ito) è un albero della famiglia delle Pinaceae endemico dell'isola di Formosa.

## Etimologia
Il nome generico Abies, utilizzato già dai latini, potrebbe, secondo un'interpretazione etimologica, derivare dalla parola greca ἄβιος = longevo. Il nome specifico kawakamii è stato scelto in memoria del collezionista botanico giapponese T. Kawakami.

## Descrizione

### Portamento
L'abete di Taiwan raggiunge i 16 m di altezza, con tronco dritto, fino a 1 m di diametro, e rami che si dispongono orizzontalmente. I rami secondari sono di color dal marrone scuro al grigio-giallastro, pubescenti.

### Foglie
Sono lunghe 1-1,5 cm, aghiformi, di colore verde scuro sulla faccia superiore, biancastre in quella inferiore, di forma lineare e piatta.

### Fiori
Gli strobili maschili sono cilindrici, lunghi 15 mm.

### Frutti
Sono coni femminili oblunghi-cilindrici, porpora a maturazione, lunghi 6-7 cm e larghi 3-4 cm. I semi sono lunghi 7-9 mm.

### Corteccia
Di colore grigio-bianco e liscia da giovane, resinosa, con il passare degli anni diventa grigio-marrone e a scaglie.

## Distribuzione e habitat
Si ritrova, a quote comprese tra i 2400 e i 3800 m, lungo la dorsale montana di Taiwan, formando foreste pure di alta montagna.  Il clima di riferimento è temperato e molto umido, con precipitazioni annue comprese tra 4000 e 10.000 mm. Alle quote inferiori forma foreste miste con Acer insulare, Trochodendron aralioides, Quercus semecarpifolia, Ilex bioritsensis, Tsuga chinensis, Pseudotsuga sinensis e Chamaecyparis obtusa.

## Usi
Il suo legno veniva esportato principalmente in Giappone dove era utilizzato per lavori di falegnameria; attualmente il suo utilizzo in Taiwan è poco comune. L'abete di Taiwan venne introdotto nel 1930 in Inghilterra e occasionalmente si possono rinvenire alcuni esemplari nei giardini botanici europei e nordamericani.

## Conservazione
L'areale è molto frammentato, con alcune subpopolazioni sottoposte a rischio di incendi boschivi. Viene classificato pertanto come specie prossima alla minaccia nella Lista rossa IUCN.

## Galleria d'immagini

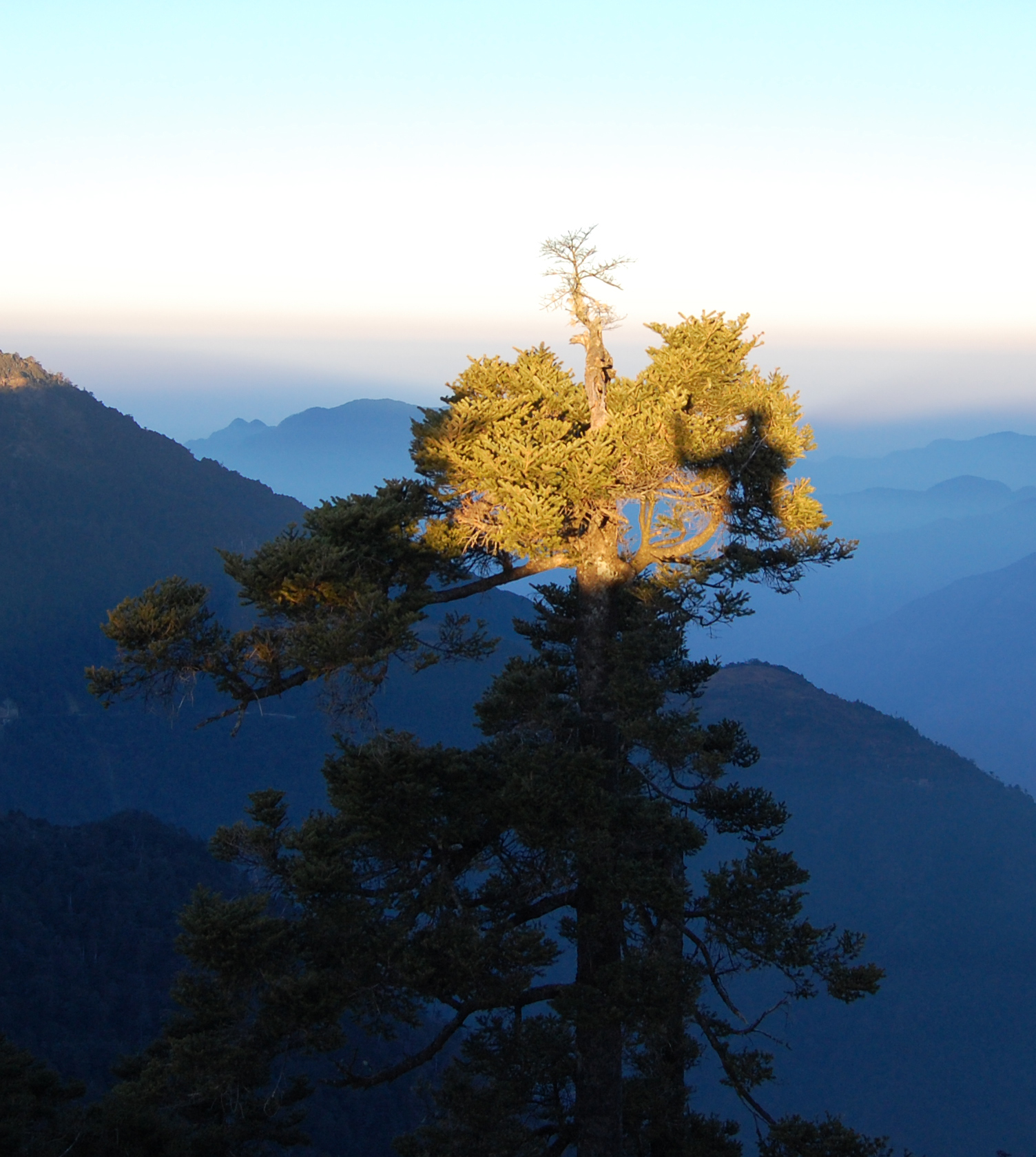
Esemplare adulto
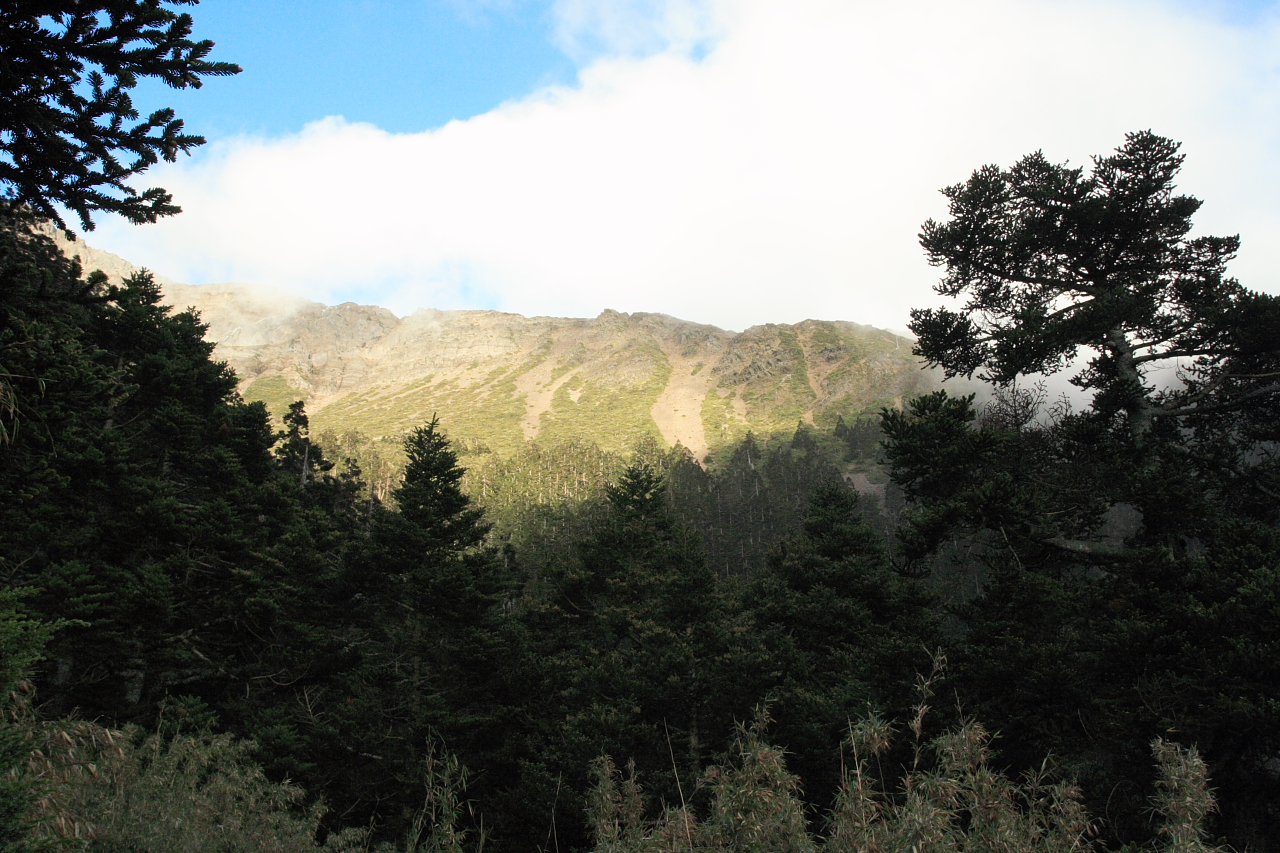
Foresta di abeti di Taiwan
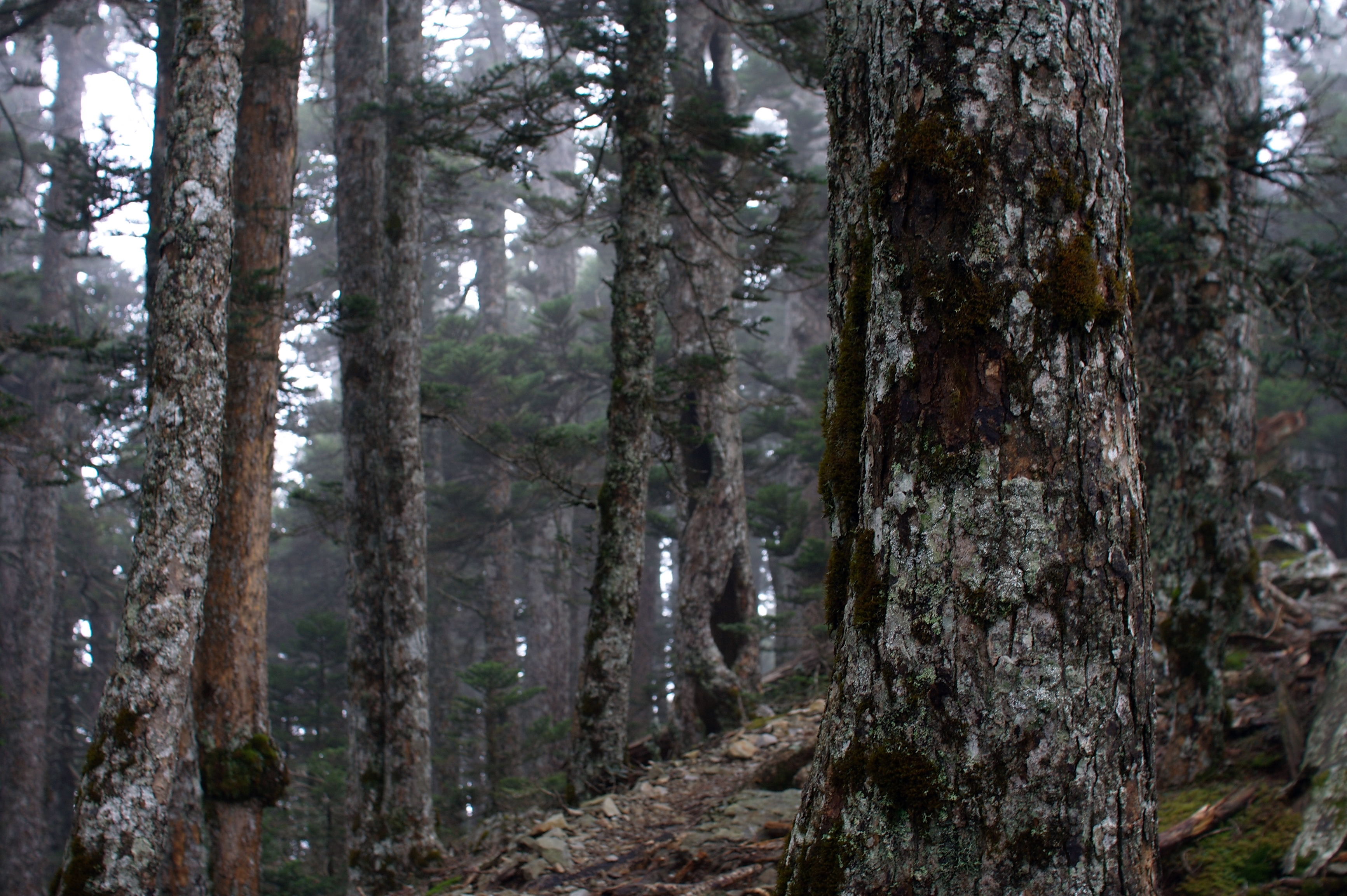
Tronchi
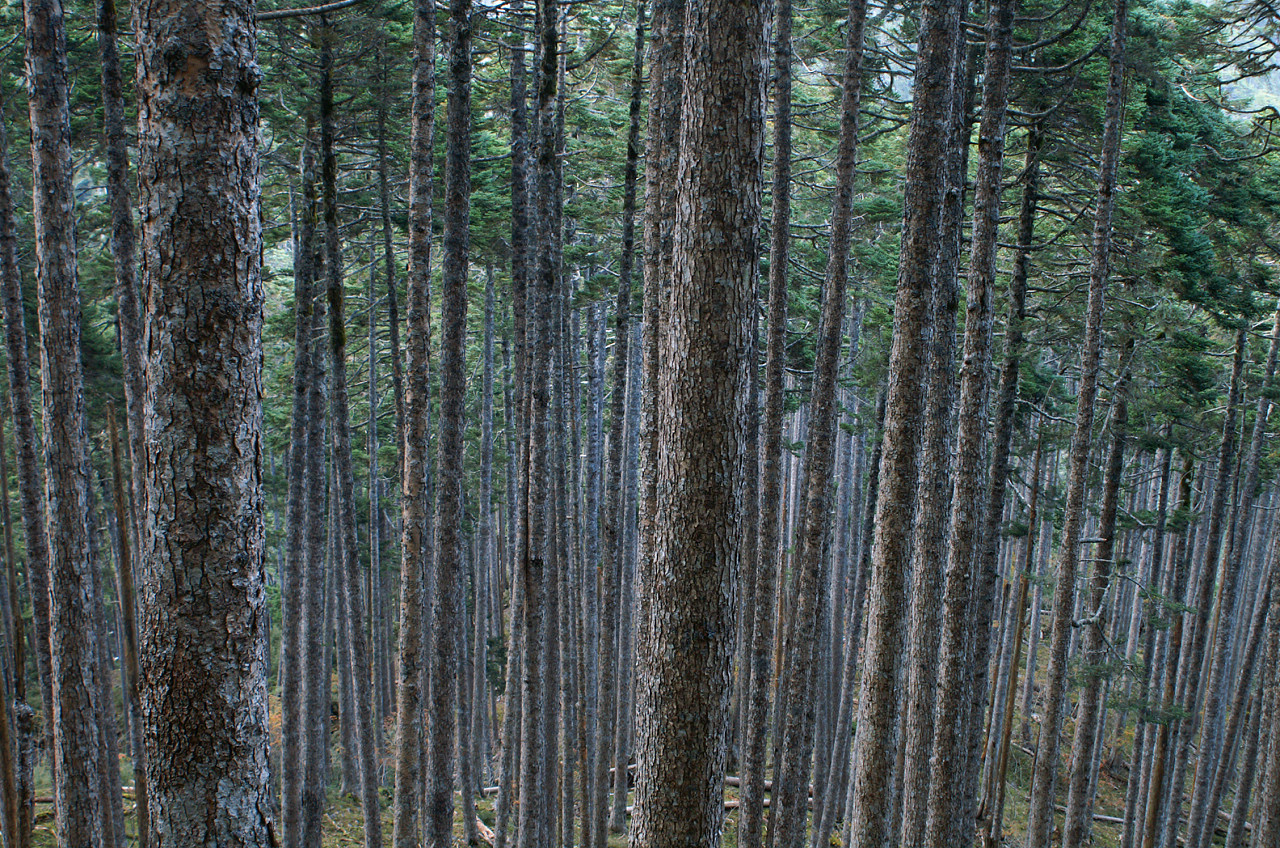
Fustaia
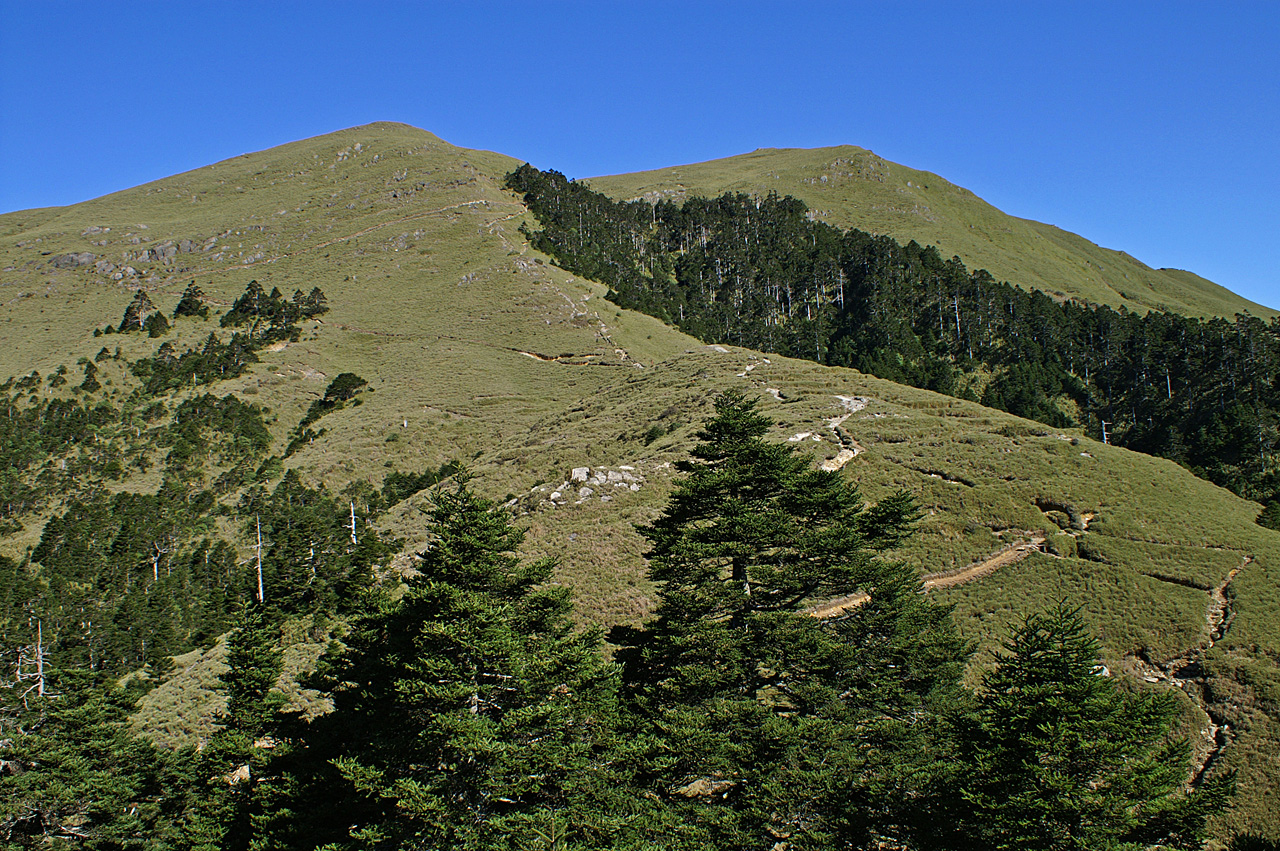
Foresta di alta quota
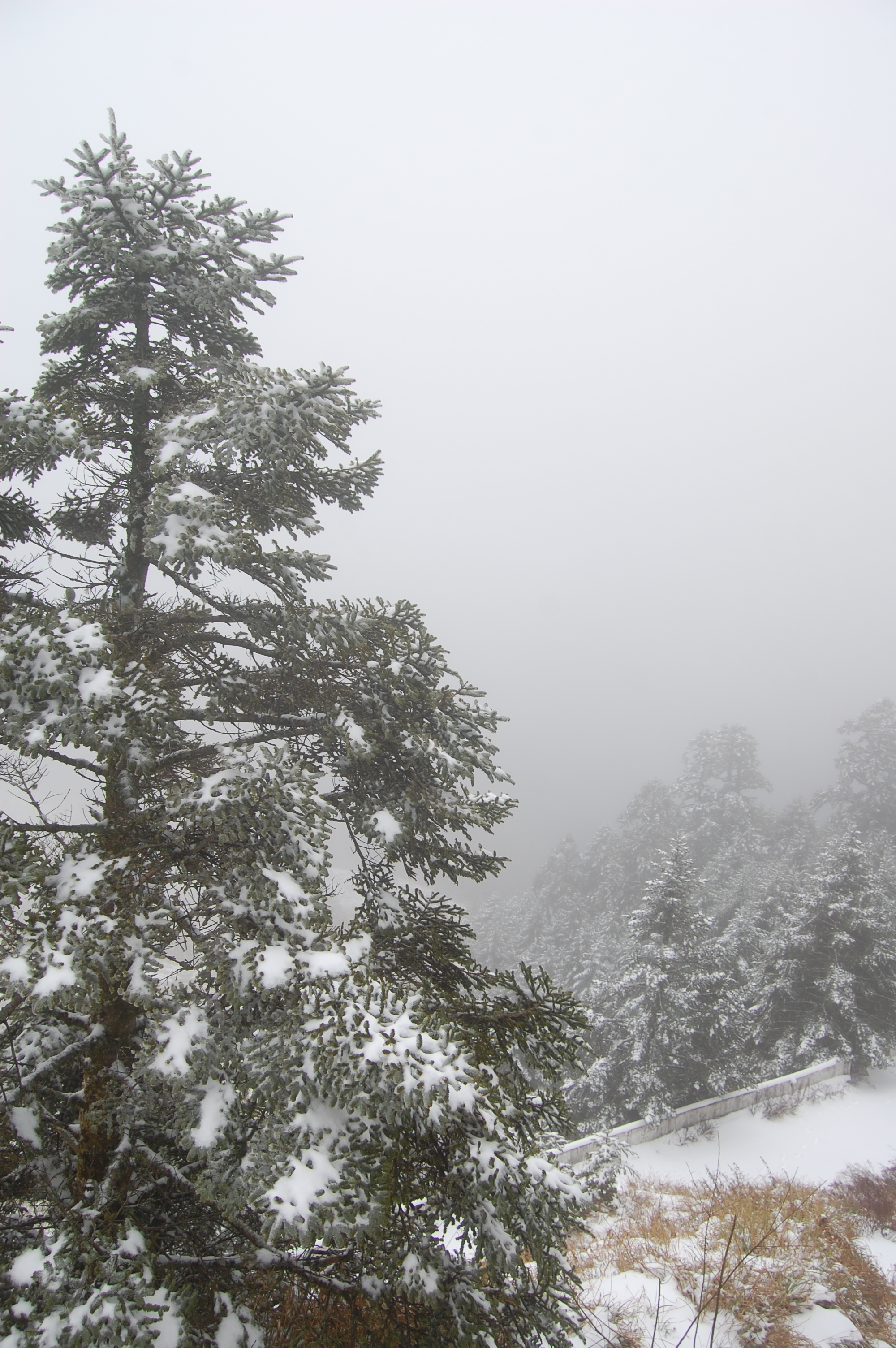
Abete di Taiwan in inverno
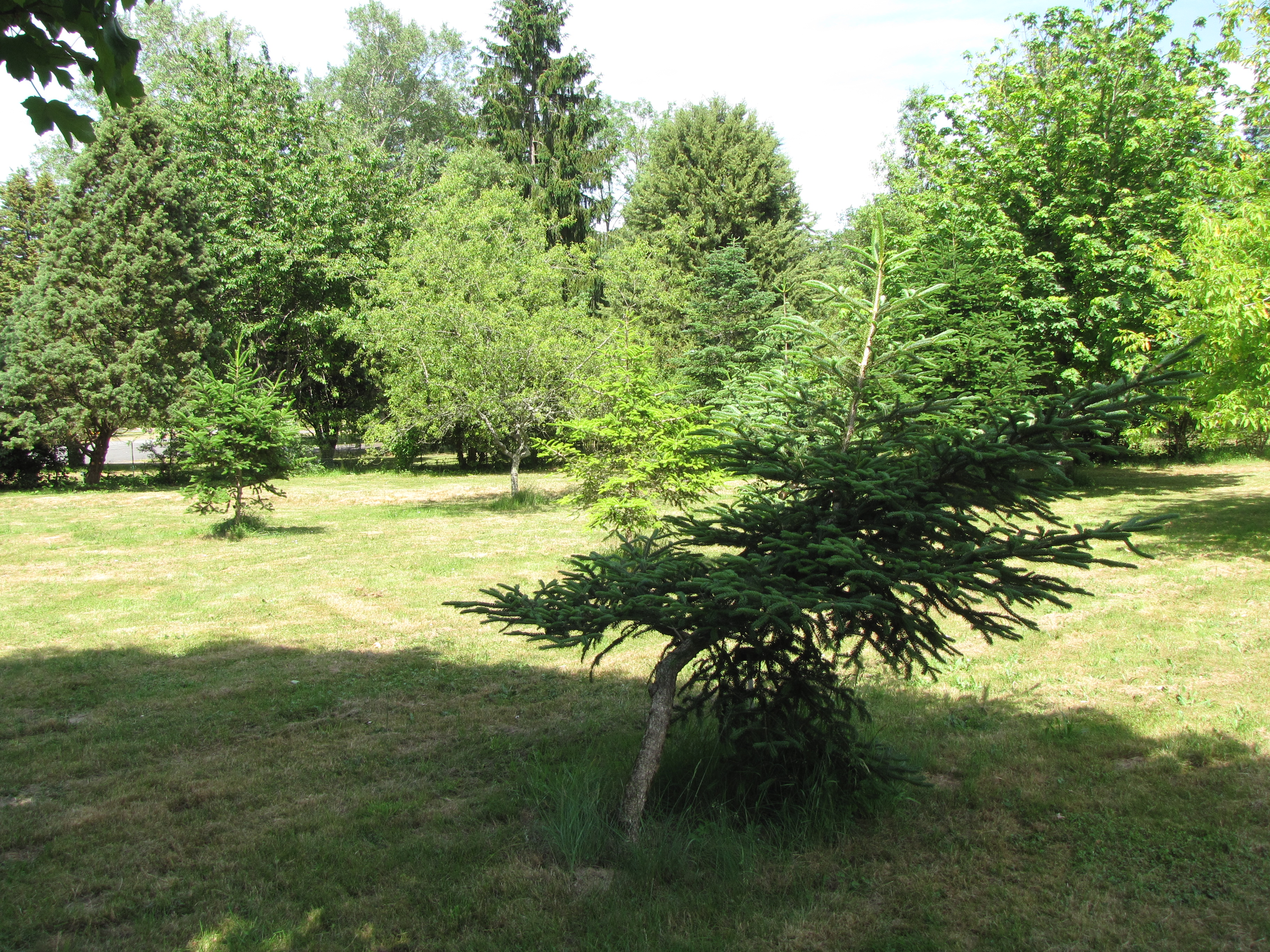
Giovane esemplare in orto botanico